# Tony Lâm
Tony Lâm (sinh 1936) là quan chức từ California. Năm 1992, ông giành được một ghế cho chức Hội đồng Thành phố Westminster, California trở thành người Việt Nam đầu tiên được bầu cử một chức vụ chính trị tại Hoa Kỳ.
Trước khi đắc cử Lâm đã sống 17 năm ở Hoa Kỳ, và là chủ của Nhà hàng Viễn Đông ở Garden Grove, California. Ông cũng được lãnh đạo cộng đồng tôn trọng, và là Phó Chủ tịch Phòng thương mại Việt Nam tại Quận Cam, California.
Dù Westminster đã có một lượng lớn người nhập cư Hoa Kỳ gốc Việt, số lượng phiếu bầu của Lâm chủ yếu không phải là người Việt. Chiến thắng tranh cử của ông là 6.500 phiếu bầu, nhưng chỉ có duy nhất 2.000 phiếu bầu là từ người Mỹ gốc Việt tại thành phố nơi đủ điều kiện để bầu. Chiến dịch của ông có sự hậu thuẫn từ cảnh sát, Thị trưởng và chủ sở hữu nhà di động địa phương. Ông đã đánh bại một ứng cử viên người Việt khác Jimmy Tong Nguyen để trở thành Chủ tịch Hội đồng Thành phố Westminster.
Năm 1999, trước cơn giận dữ của người di cư gốc Việt khi ông từ chối tham gia trong cuộc biểu tình một chủ tiệm video-game đã treo một bức chân dung Hồ Chí Minh và một lá cờ cộng sản Việt Nam. Luật sư thành phố khuyên ông "giữ thái độ trung lập". Thời gian này, nhà hàng ông bị đóng cửa, và người dân đốt cháy hình nộm có hình ông, gọi ông là "thân cộng sản". Tranh cãi lên đến đỉnh điểm, người biểu tình yêu cầu ông từ chức. Vợ ông cũng gọi cho ông khuyên nên từ chức, nhưng ông không đồng tình.
Lâm phục vụ cho một thập kỷ Hội đồng Thành phố trong ba nhiệm kỳ, cho đến khi ông quyết định không tiếp tục tham gia tranh cử năm 2002.